# Matura
Matura je skupek izpitov, ki predstavlja zaključek izobraževanja v srednjih šolah. V Sloveniji se matura deli na:
- splošno maturo, ki je pogoj za nadaljevanje študija na univerzitetnih programih. Opravljajo jo dijaki gimnazij in maturitetnega tečaja. Obsega pet predmetov: slovenščina, matematika in tuji jezik ter dva izbirna predmeta.
- poklicno maturo (nekoč zaključni izpit). Opravljajo jo dijaki tehniških srednjih šol. Obsega štiri predmete: slovenščina, matematika ali tuji jezik, strokovni predmet ter seminarska naloga, projekt oziroma izdelek z zagovorom. Če dijaki opravijo še dodatni neobvezni peti predmet, se lahko vpišejo na nekatere univerzitetne študijske smeri.

Dijaki poklicnih (triletno srednješolsko poklicno izobraževanje) šol opravljajo zaključni izpit, ki sestoji iz dveh predmetov. To sta slovenščina in storitev oziroma izdelek z zagovorom. Opravljanje zaključnega izpita iz slovenščine ni potrebno v primeru, da dijak v zaključnem letniku srednjega poklicnega izobraževanja pri slovenščini doseže zaključno (zaključeno) oceno odlično (5). Dijaki nižjega (dvoletnega) srednješolskega programa opravljajo zaključni izpit iz enega predmeta, tj. storitev oziroma izdelek z zagovorom.
Letno splošno maturo opravi več kot 9 000 dijakov.

## Zgodovina mature v Sloveniji
Do leta 1960 je bil izpit ob koncu srednje šole podoben današnji maturi. Obsegal je pet predmetov, od tega so bili štirje obvezni, eden pa izbirni. Poleg slovenskega jezika, tujega jezika in matematike je spadala med obvezne predmete še zgodovina. Peti, izbirni predmet so kandidati lahko izbrali med tremi naravoslovnimi (biologijo, kemijo in fiziko). Izpit je potekal tako, da so vsi hkrati pisali enake pisne naloge iz matematike in tujega jezika.
Z Zakonom o srednjem šolstvu iz leta 1967 je bila dana podlaga za zaključni izpit, ki je bil sestavljen iz dveh predmetov obveznega in največ treh predmetov izbirnega dela. V obveznem delu so kandidati opravljali izpite iz slovenskega jezika in novejše zgodovine ter družbenopolitične ureditve države. Predmete izbirnega dela zaključnega izpita so določile šole same v soglasju z Zavodom za šolstvo Republike Slovenije.
Leta 1980 je Zakon o usmerjenem izobraževanju odpravil gimnazije in končno ocenjevanje znanja v obliki mature. Kandidati so z zaključkom izobraževanja dobili v dokaz diplomo, da so opravili vse obveznosti po izobraževalnem programu.
S spremembami Zakona o usmerjenem izobraževanju leta 1983 ter Pravilnika o preverjanju in ocenjevanju znanja v usmerjenem izobraževanju leta 1988 je bila dana možnost, da se srednješolsko izobraževanje konča z zaključnim izpitom, če tako določi izobraževalni program. Tako so morali kandidati zaključni izpit iz dveh predmetov prvič opravljati leta 1991. Naslednje šolsko leto je obsegal štiri izpitne predmete, in sicer slovenščino, matematiko ali tuji jezik in dva izbirna predmeta iz izobraževalnega programa.
Po letu 1980 so pričele prihajati z univerz pobude, da je spet treba uvesti maturo. Tako je bila ta leta 1989 (s spremembami zakona) ob koncu štiriletnega izobraževanja ponovno uvedena in je hkrati pomenila opravljen zaključni izpit. Leta 1992 je bila imenovana Republiška maturitetna komisija in se je lotila priprav na maturo. Imenovane so bile republiške predmetne komisije za posamezne maturitetne predmete. Za organizacijsko izvedbo mature je bil ustanovljen Republiški izpitni center, pozneje preimenovan v Državni izpitni center.
V letu 1994 je bila na vzorcu srednjih šol izpeljana poskusna matura, redna pa je bila v Sloveniji ponovno uvedena v šolskem letu 1994/95. Maturo, ki je bila v skladu z zakonom hkrati zaključni izpit, so po končanem gimnazijskem izobraževanju kandidati zadnjikrat opravljali leta 1999, kandidati srednjega strokovnega izobraževanja leta 2001 in kandidati iz izobraževalnega programa trgovske akademije leta 2002. Kdor ni bil uspešen, je lahko imel tak zaključek izobraževanja še dve leti po izteku ustreznega izobraževalnega programa.
Leto 2003 je zaznamoval na novo sprejeti Zakon o maturi, ki je dotakratno enotno maturo poimenoval "splošna matura" in dodal poklicno maturo. Z uspešno opravljeno splošno maturo pridobi kandidat srednjo splošno izobrazbo (naziv Gimnazijski maturant) in tako možnost vpisa v kateri koli študij (višješolski, visokošolski strokovni, univerzitetni, enovit magistrski), z opravljeno poklicno maturo pa srednjo strokovno/tehniško izobrazbo, možen pa je vpis na višješolski in visokošolski študij, z dodatno opravljenim 5. maturitetnim predmetom pa je možen vpis na določene programe univerzitetnega ter enovitega magistrskega študija, odvisno od zahtev izobraževalnih programov oz. univerz in fakultet.
Število srednjih šol in maturantov se je v primerjavi s prejšnjimi obdobji povečalo. Matura in z njo univerzitetni študij sta postala dosegljiv cilj velikega dela slovenske mladine.

## Pogoji za opravljanje mature
Splošno maturo praviloma opravlja posameznik, ki je uspešno končal 4. letnik gimnazije ali maturitetni tečaj. Splošna matura poteka v dveh izpitnih rokih, to sta spomladanski (maj – junij) in jesenski (avgust – september). Dijaki četrtih letnikov lahko v mesecu marcu opravljajo predmaturitetni preizkus, ki ga lahko šola izvede v okviru priprav na maturo.
Poklicno maturo lahko opravlja, kdor uspešno konča 4. letnik srednjega strokovnega (4-letne tehniške srednje šole) ali 2. letnik petletnega poklicno-tehniškega izobraževanja (3+2 leta). Prav tako je možno poklicno maturo opravljati po koncu gimnazijskega izobraževanja z dodatnim poklicnim tečajem ali ob opravljenem mojstrskem izpitu. Opravljanje je možno v treh rokih, to so spomladanski (maj – junij), jesenski (avgust – september) in zimski (februar).

## Zanesljivost in veljavnost mature
Raziskave so pokazale, da je matura kot test merjenja znanja pridobljenega v času srednje šole, zanesljiv preizkus. Najnižjo zanesljivost imajo preizkusi iz predmetov, ki vključujejo esejske naloge, vendar je tudi pri teh zanesljivost ustrezna. Poleg tega se je kot ustrezna pokazala tudi veljavnost mature. Pri tem je uspeh na maturi bolje napovedoval določene kriterije uspešnosti kasneje na fakulteti (npr. uspeh v 2. letniku študija) kot sprejemni izpiti.
Z vidika zanesljivosti in veljavnosti, je prednost mature predvsem v tem, da se pri maturi uporabljajo enotna pravila, postopki, vsebine in merila ocenjevanja. S tem se zagotavlja enakost pogojev za vse kandidate. Anonimne izdelke kandidatov ocenjujejo posebej usposobljeni zunanji ocenjevalci za določen predmet po jasnih in enotnih kriterijih. S tem se zagotavlja objektivnost in pravičnost ocenjevanja znanja.